# Buddhismus in Tibet

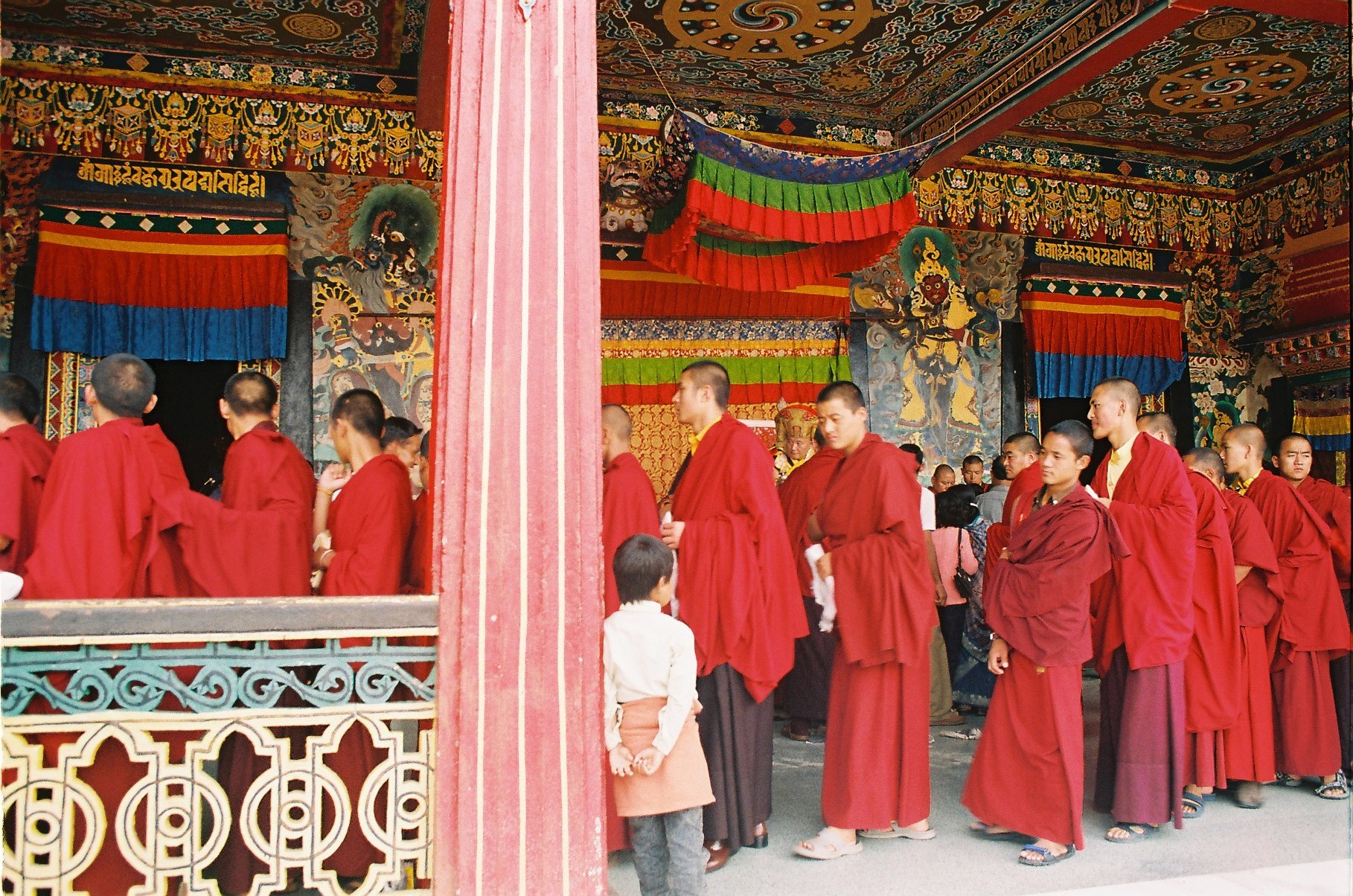
Buddhistische Mönche im Kloster Rumtek

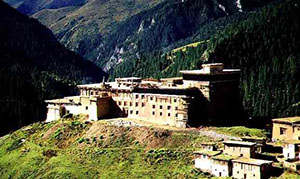
Palpung Thubten Chökhor Ling

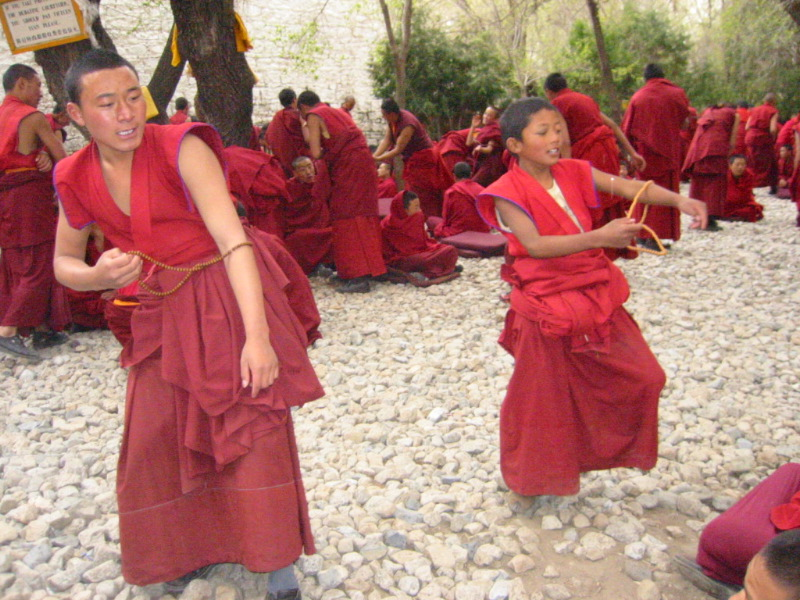
Junge tibetische Mönche, die im Innenhof des Klosters Drepung über buddhistische Lehren diskutieren. Sie halten ihre Gebetskette Mala und sind in einer charakteristischen Körperhaltung, um die Argumente ihres Gegners zu entkräften

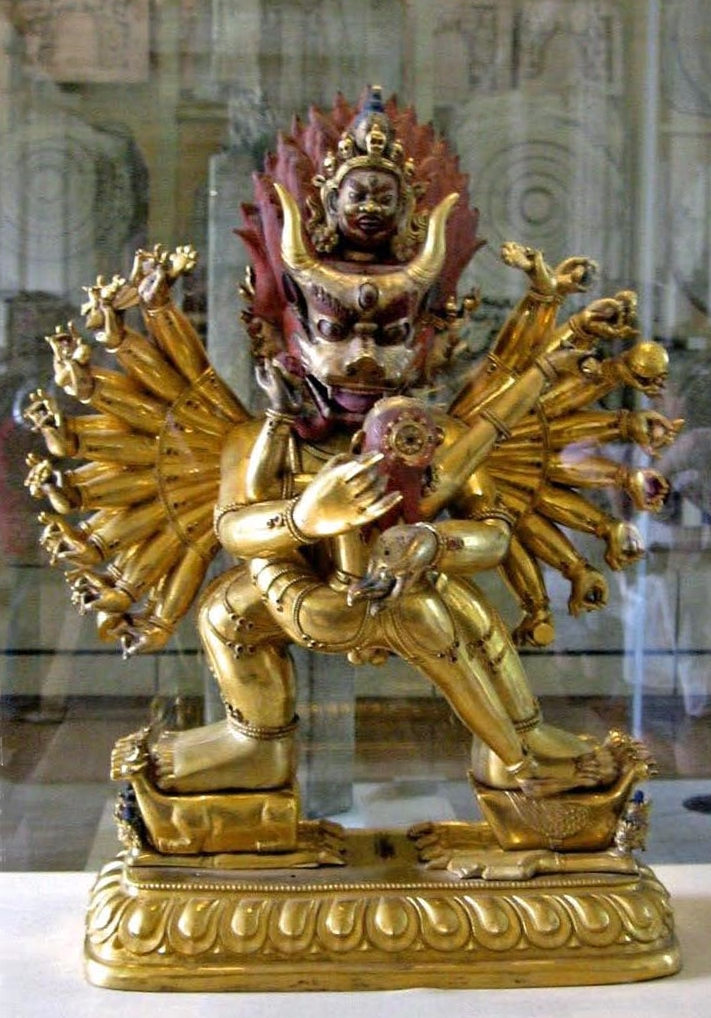
Yamantaka Vajrabhairav

Die Entwicklung des Buddhismus in Tibet bzw. im Hochland von Tibet geht auf erste Kontakte im 5. Jahrhundert n. Chr. zurück. Zur offiziellen Einführung des Buddhismus in Tibet als Staatsreligion kam es im 8. Jahrhundert durch König Trisong Detsen. In Tibet entstanden im Verlauf der Zeit verschiedene buddhistische Schulen.

## Bön und Buddhismus

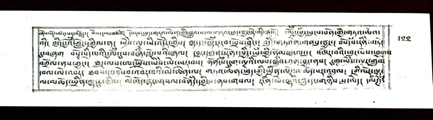
Ein Bönpo-Text

Bevor der Buddhismus in Tibet bekannt wurde, war dort die Bön-Religion vorherrschend. Die Bön-Lehren breiteten sich von dem ursprünglich unabhängigen westtibetischen Königreich Shang Shung nach Zentraltibet und dann weiter in die anderen Regionen Tibets aus. Diese Religion enthält als Folge synkretistischer Vermischung mit dem tibetischen Buddhismus wie dieser einerseits naturreligiöse Vorstellungen und animistische Praktiken und andererseits Lehren und Praktiken, die den verschiedenen buddhistischen Yanas (Hauptrichtungen) bis hin zum Tantra und Dzogchen entsprechen.
Aufgrund der späteren jahrhundertelangen Koexistenz mit dem Buddhismus sind die Traditionen des „Yungdrung Bön“ und des „Neuen Bön“ dem tibetischen Buddhismus, vor allem in der Tradition der Nyingma-Schule, sehr ähnlich. Die Bönpo beziehen sich in den Ursprüngen ihrer Tradition aber nicht auf Buddha Shakyamuni, sondern auf den Buddha Shenrab Miwoche als Gründer der Tradition, der vor 18.000 Jahren gelebt haben soll.

## Erster Kontakt mit buddhistischen Lehren

### Lha Thothori Nyentsen
Der erste Kontakt der Tibeter mit buddhistischen Lehren erfolgte angeblich zur Zeit des 28. Königs von Tibet Lha Thothori Nyentsen im 5. Jahrhundert. Der Legende zufolge soll zu dieser Zeit auf wundersame Weise eine kostbare Schatulle auf dem Dach des Königspalastes Yumbu Lagang erschienen sein. Diese enthielt zwei buddhistische Sutra-Texte, darunter das „Karandavyuha-Sutra“ über die Bedeutung des Bodhisattva Avalokiteshvara, eine goldene Miniatur-Stupa, das sechssilbige Mantra Avalokiteshvaras Om mani padme hum (tibetische Aussprache: Om mani peme hung) und andere heilige Objekte. Der König konnte die Bedeutung der Objekte nicht verstehen, erkannte aber intuitiv, dass sie von besonderer Bedeutung waren.
Nach einer weniger phantastischen, möglicherweise historisch zutreffenden Schilderung wurden ihm diese Gegenstände von einem indischen Mönch gebracht, der erstmals buddhistische Lehren nach Tibet einführen wollte. Dieser aber reiste, da er die Sprache des Königs nicht beherrschte und auch keine Übersetzer zur Hand waren, unverrichteter Dinge wieder nach Indien zurück und ließ lediglich die Schatulle samt Inhalt als Gabe an den König zurück.
Nach der Legende soll der betagte König dank seiner Verehrung für diese kostbaren Objekte auf wundersame Weise das Aussehen und die Vitalität eines jungen Mannes zurückerhalten haben und ein Alter von 120 Jahren erreicht haben.

### Songtsen Gampo
Unter dem zentraltibetischen König Songtsen Gampo (Regierungszeit 617–649) begann der Buddhismus in Tibet erstmals wirklich Fuß zu fassen, auch wenn es zu dieser Zeit nur wenige Buddhisten gab und ihre Tempel schlichten Kapellen ähnelten. Songtsen Gampo nahm sowohl die nepalesische Prinzessin Bhrikuti als auch die chinesische Prinzessin Wen Cheng zur Frau. Beide waren überzeugte Buddhistinnen und brachten dem König die Lehre Buddhas nahe. Der König selbst gründete auf Drängen seiner Frauen zwei Heiligtümer in Lhasa, darunter den Jokhang-Tempel. Er wird aus diesem Grund auch, neben König Thrisong Detsen und König Relpacen, zu den „Drei Dharma-Königen“ Tibets gerechnet. Vorherrschende Religion war damals noch der Bön.

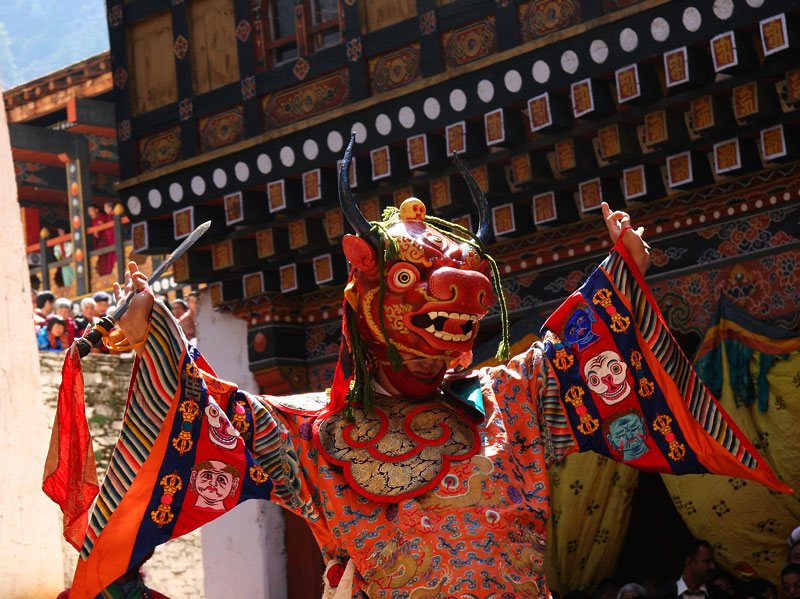
Vorführung des „Lamatanzes“, der mit dem tibetischen Totenbuch Bardo Thödröl in Verbindung gebracht wird. Das Foto zeigt einen tanzenden Mönch in der Gestalt des „Herrn des Todes“

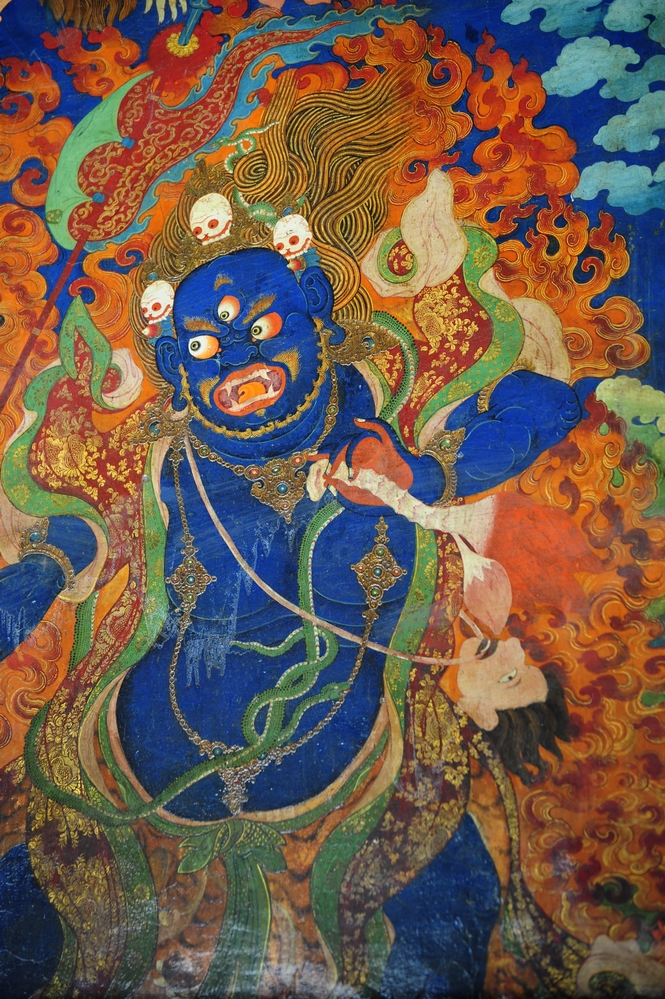
Pehar, eine Schutzgottheit des Tibetischen Buddhismus und im Bön

## Erste große Übersetzungsphase und Verbreitung des Buddhismus

### Nyingma-Schule
Die eigentliche landesweite Verbreitung des Buddhismus in Tibet fand zur Zeit der ersten Übersetzungsphase buddhistischer Schriften, aus dem Sanskrit ins Tibetische, im 8. Jahrhundert statt.

### König Thrisong Detsen
Der tibetische König Thrisong Detsen lud in der zweiten Hälfte des 8. Jahrhunderts die indischen Meister Padmasambhava und Shantarakshita nach Tibet ein, um dort den Buddhismus zu verbreiten. Sie gründeten das erste buddhistische Kloster Samye-Ling, welches sich zum wichtigsten Lehrzentrum der damaligen Zeit entwickelte. Padmasambhava lehrte vor allem die tantrischen Aspekte des Buddhismus und bezwang, nach der Überlieferung, die Geister und Dämonen Tibets, weshalb sich der Vajrayana-Buddhismus in Tibet durchgesetzt haben soll.
Die Übersetzung des Tripitaka und der äußeren Tantras aus dieser Zeit ist Grundlage der Lehrsammlungen aller tibetischen Schulen geworden. Die aus dieser ersten Übersetzungsphase entstandene Schultradition nennt man Nyingma, wörtlich „Die Alten“. Sie wird aufgrund ihrer frühen Entstehung auch als die Schule der „Alten Übersetzungen“ bezeichnet und unterscheidet sich insbesondere in den sog. inneren Tantras von den später entstandenen Schulen. Vom 8. bis zum 11. Jahrhundert war die Nyingma-Tradition die einzige buddhistische Schule in Tibet. Neben dem Kloster Samye wurden die einige Jahrhunderte später gegründeten Klöster Kathog, Dorje Drag, Mindrölling, Pelyül, Dzogchen und Shechen, bekannt als die „Sechs großen Sitze“ der Nyingma, Ausgangspunkt für die Verbreitung der Lehren der Nyingma.

### Buddhistenverfolgung unter König Lang Darma
Die von dem buddhistischen König Relpacen eingeführten Reformen, die die Macht des tibetischen Landadels stark beschnitt und den buddhistischen Klöstern auf Dauer bestimmenden Einfluss in den Regionen Tibets gebracht hätten, führten zu seiner Ermordung. Sein Bruder Lang Darma, ein Anhänger des Bön bestieg den Thron und begann mit der Unterdrückung des Buddhismus und der Verfolgung seiner Anhänger. Während seiner Regierungszeit (836–842) wurde der Buddhismus in seiner klösterlichen Form stark zurückgedrängt. Aufgrund einer Begegnung mit einem buddhistischen Yogi, der Lang Darma durch seine Wunderkräfte (Siddhi) stark beeindruckt haben soll, unterließ es Lang Darma, die buddhistischen Yogis zu verfolgen.
Die mündlichen Überlieferungslinien der „Schule der Alten Übersetzungen“ (Nyingma-Kama), die zu dieser Zeit hauptsächlich von Yogis weitergeführt wurden, überstanden die Zeit der Verfolgung daher unversehrt. Des Weiteren verbarg Guru Rinpoche, der die Unterdrückung des Buddhismus zur Zeit Lang Darmas voraussah, und seine engsten Schüler viele tantrische Lehren, die in den folgenden Jahrhunderten als „Verborgene Schätze“ wiederentdeckt wurden. Diese wiederentdeckten Schätze wurden Grundlage für eine Vielzahl eigenständiger Überlieferungslinien.

## Zweite Verbreitung – Entstehung der „Neuen Schulen“

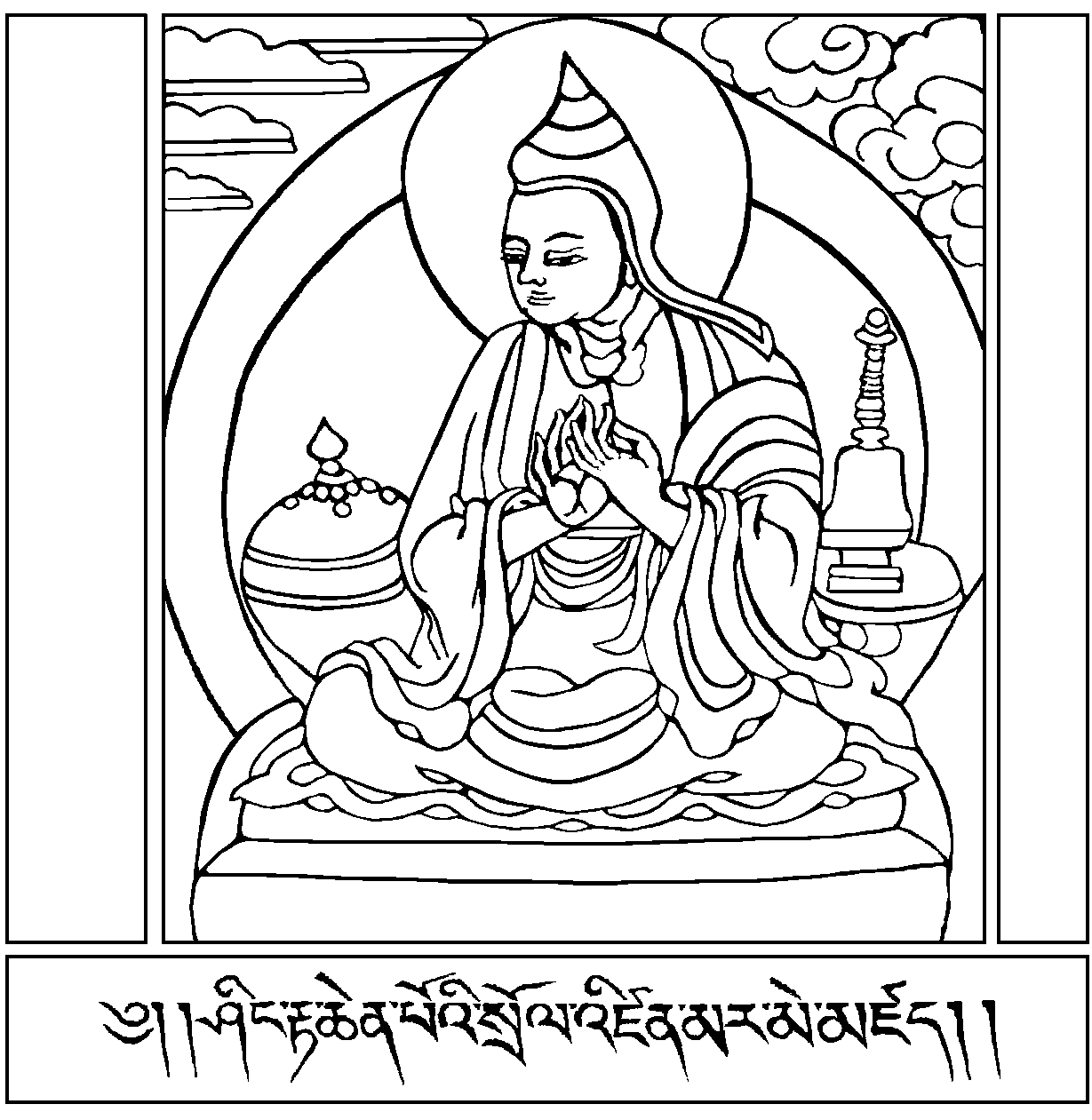
Atisha

Die „zweite Verbreitung“ (tib.: phyi dar) des Buddhismus in Tibet fand ab dem 11. Jahrhundert statt.
Der indische Mönch Atisha (982–1054), ein weit bekannter Gelehrter der buddhistischen Universität von Vikramashila, reiste im Jahr 1042 nach Guge und brachte Lehren des Mahayana und verschiedene Vajrayana-Praktiken mit. Er betonte die Bedeutung der Vinaya-Regeln und gründete seine Belehrungen in Tibet hauptsächlich auf den Sutra-Lehren, die auf der zweiten Lehrperiode Buddha Shakyamunis beruhen.

### Alte Kadam-Schule
Auf ihn geht die Schule der „Alten Kadam-Meister“ zurück. Die Kadam-Schule ist eine Vorläufertradition der drei neueren Hauptschulen des tibetischen Buddhismus, die aus der „zweiten Übersetzungsphase“ tantrischer Lehren, von Indien nach Tibet, hervorgegangen sind. Die drei Haupttraditionen der „Neuen Übersetzungen“ (Sarma), ab dem 11. Jahrhundert, sind die Kagyü-, Sakya- und die Gelug-Schule. Die Kadam-Tradition wurde durch Atishas Schüler und nachfolgende Lehrer, an alle buddhistischen Traditionen in Tibet übermittelt. Die Schule der Alten Kadam-Meister ist als eigenständige Schule nicht erhalten geblieben. Sie ist im 14. Jahrhundert in die Gelug-Schule aufgegangen.

### Kagyü-Schulen

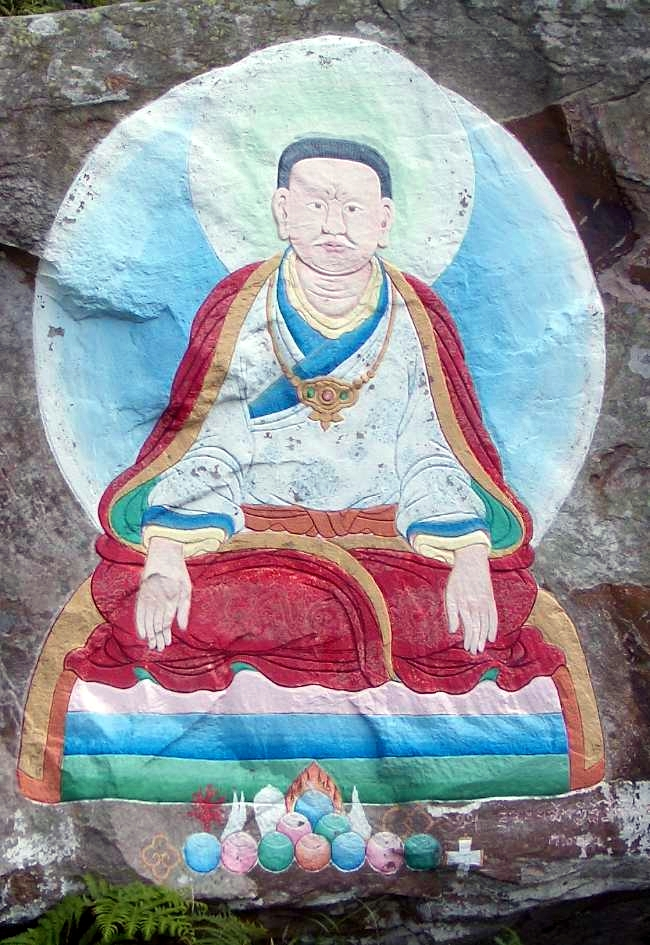
Marpa Lotsawa

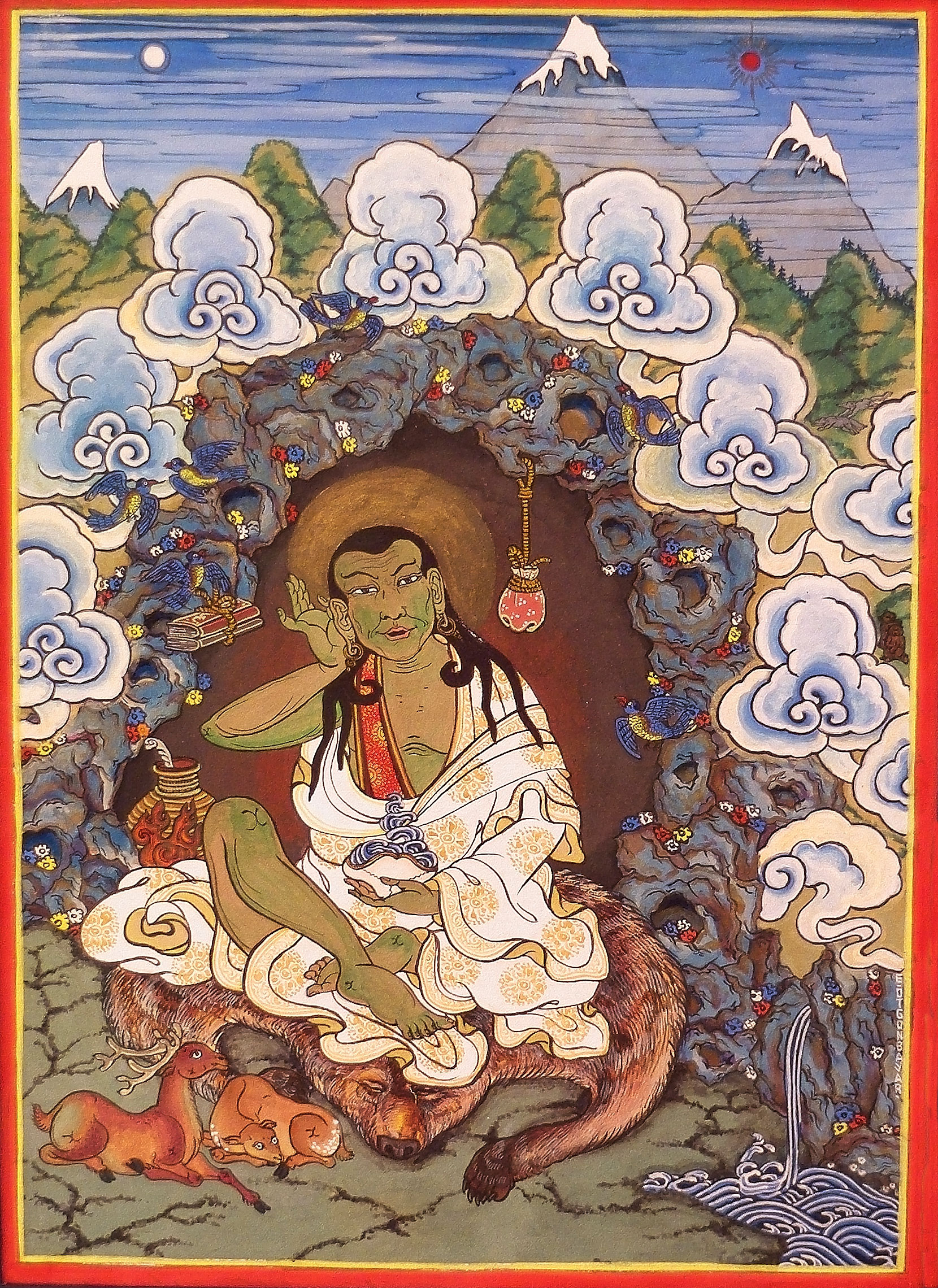
Milarepa, Tempera auf Baumwolle, Otgonbayar Ershuu

Die Kagyü-Schulen des tibetischen Buddhismus gehen auf Marpa den Übersetzer (1012–1097) zurück, der die Mahamudra-Übertragungslinie von Tilopa und Naropa weiterführte. Außerdem studierte Marpa bei den großen indischen Meistern Maitripa (auch Jhanagarbha genannt) und Kukuripa. Er traf während seiner dritten Reise nach Indien Atisha und studierte bei ihm die Lehren der Kadampa. Von seinen Reisen nach Indien brachte er viele tantrische Schriften mit und übersetzte diese ins Tibetische. Marpas Hauptschüler war der in Tibet wegen seiner entbehrungsreichen Lehrzeit und seinen spirituellen Gesängen weithin bekannte Yogi Milarepa (1042–1123). Milarepa wurde erst nach einer langen Phase äußerst harter Prüfungen in die tantrische Praxis eingeführt. Milarepas wichtigste Schüler waren Rechungpa, und der Mönch Gampopa aus Dagpo. Gampopa wurde wegen seiner Gelehrsamkeit berühmt. Er begründete die für die Kagyü-Schulen typische Form der Belehrung, indem er die klösterliche Tradition der früheren Kadampa und die Yogi-Tradition der indischen Meister miteinander verschmelzen ließ. Heute noch existierende Unterschulen der Kagyü Tradition sind die Barom-, Karma-, Drigung-, Drugpa-, Rechung-, Shangpa-, Taglung- und Surmang-Kagyü.

### Cö / Chöd
Die Cö-Lehren (tib.: gcod) des „Abschneidens“ sind eng mit der Meisterin Macig Labdrön verbunden. Die Lehre stammt aus der Shiche-Tradition und wurde von dem indischen Meister Phadampa Sanggye (tib.: pha dam pa sangs rgyas) im Jahre 1092 nach Tibet gebracht. 1097 gründete Phadampa Sanggye das Kloster Dingri, von dem die Tradition in Tibet ausging. Macig Labdrön die mit der Cö-Praxis höchste Verwirklichung erlangte, ist wegen ihrer besonderen Lebensgeschichte und der Verbreitung der Cö-Lehren in Tibet berühmt geworden. Cö zielt auf das Abschneiden der Ego-Anhaftung, die als Wurzel weltlichen Leidens gilt, mittels eines spezifischen Rituals, basierend auf den Lehren zu Prajnaparamita (höchster transzendenter Weisheit). Die von Phadampa Sanggye ausgehende Überlieferung dieser Lehre ist in allen Schulen des tibetischen Buddhismus bis heute erhalten geblieben, als eigenständige Schultradition besteht sie nicht mehr.
Phadampa Sanggye kann als eine Inkarnation von Padmasambhava gesehen werden, wie Macig Labdrön als eine Inkarnation von Yeshe Tshogyel gesehen werden kann.
Eine Übertragung der Chöd-Technik für westliche Praktizierende hat Tsültrim Allione durchgeführt.

### Sakya

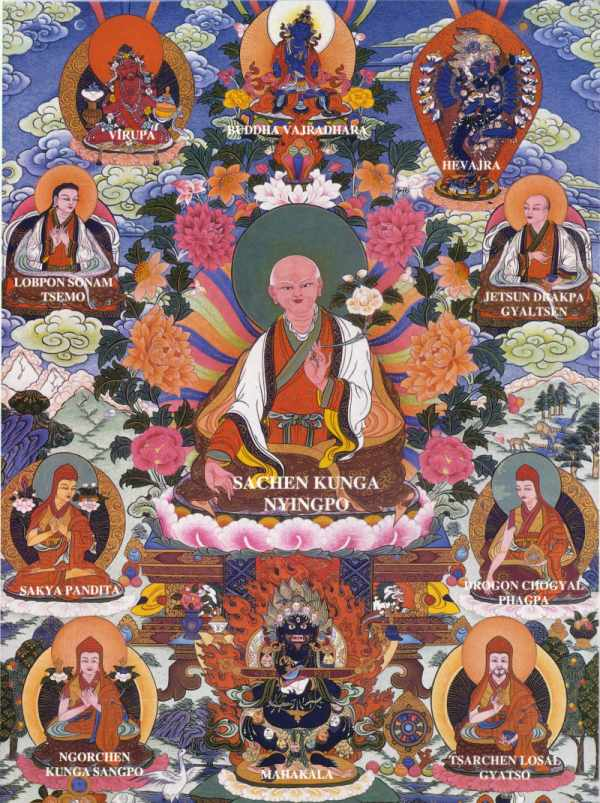
Die Sakya-Gründungsväter

Sakya war ursprünglich der Name eines von Khön Könchog Gyelpo (1034–1102) begründeten Klosters mit Hauptsitz im Kreis Sakya nahe Shigatse in Südtibet. Die tantrischen Lehren der Sakyapa wurden von Bari Lotsawa im elften Jahrhundert aus dem Sanskrit übersetzt. Er reiste nach Indien und brachte verschiedene tantrische Lehren nach Tibet. Die Sakya-Tradition wurde daraufhin von den „fünf ehrwürdigen höchsten Meistern“ zur vollen Blüte gebracht. Zu diesen zählen Sachen Künga Nyingpo, Sönam Tsemo und Dragpa Gyeltshen, der erste Sakya Pandita Künga Gyeltshen und Chögyel Phagpa. Diese fünf höchsten Meister gründeten ihre Lehren auf denen des großen indischen Gelehrten und Siddha Virupa. Sie übernahmen seine Mahamudra-Übertragungslinie und auch die Lehren vieler anderer großer Siddhas. Die Lehren des Lamdre, die in enger Verbindung zum Hevajra-Tantra steht ist eine der Hauptübertragungen der Sakya. Die Sakya-Linie hat darüber hinaus auch Lehren der Alten Kadampa übernommen. Gegen 1264 erhielt der Sakya-Meister Chögyel Phagpa vom mongolischen Kaiser Kublai Khan, der zu dieser Zeit die Mongolei, China und Tibet beherrschte, die Lehnsherrschaft über Tibet. Diese übten die Sakya bis ins Jahr 1354 aus. Das Oberhaupt der Sakya-Tradition ist der Sakya Thridzin. Aus der Sakya-Tradition entwickelten sich verschiedene Untertraditionen, darunter die Ngor-, Tshar-, Bulug-, Bodong-, Dzong- und die Jonang-Tradition.

### Gelug

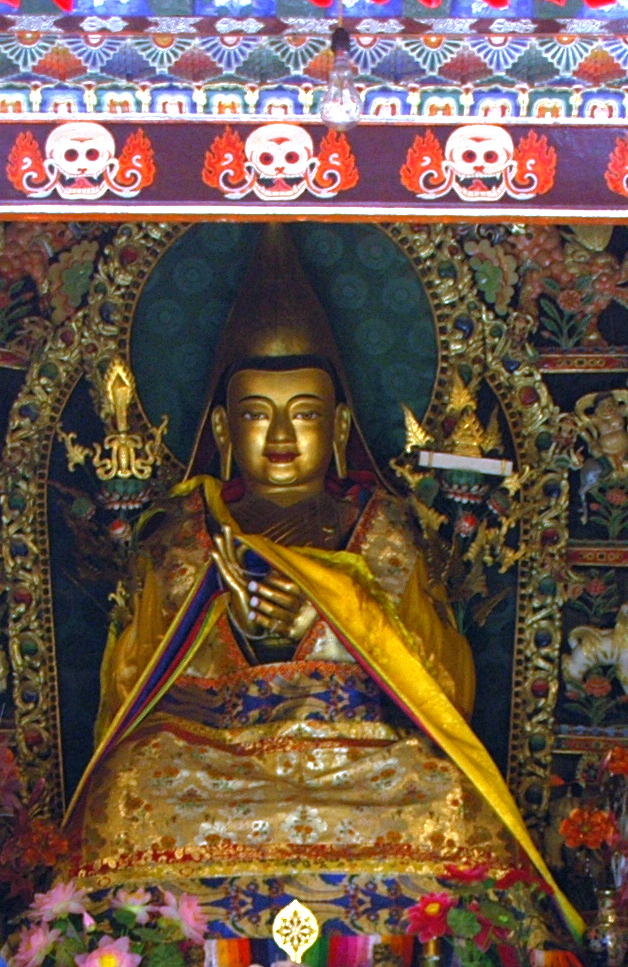
Je Tsongkapa Statue im Kumbum-Kloster

Tsongkhapa (1357–1419) gründete die Gelug-Schule („Schule der Tugendhaften“), die stark die Ideale der früheren Kadam-Schule vertrat und auf Mönchsdisziplin und Zölibat (s. a. Vinaya) großen Wert legte. Die Lehren der Gelug-Schule wurden, im Gegensatz zu den anderen tibetischen Schulen, nicht aufgrund einer eigenen Übersetzungsphase in das Lehrgebäude der Gelug übernommen. Zum Zeitpunkt der Gründung der Gelug war die buddhistische Kultur Indiens bereits durch die islamische Invasion ausgelöscht worden. Alle „neuen tantrischen Schriften“ waren bereits Jahrhunderte zuvor von Bari Lotsawa, Marpa Lotsawa und anderen nach Tibet übertragen worden.
Der Kern der Übertragungen der Gelug liegt in den Lehren der Kadampa, insbesondere in den Mahayana-Lehren Atishas. Tsongkhapa fasste diese Lehren in seinem Werk Lamrim Chenmo („Große Darlegung des Stufenwegs“) zusammen. Der „Lamrim-Stufenweg zur Erleuchtung“ ist bis auf den heutigen Tag die Grundlage des von den Gelug gelehrten Erleuchtungsweges. Schon zur Zeit Tsongkhapas wurden aber auch verschiedene Tantras der Neuen Übersetzungen an die Gelug-Schule übertragen, später kamen weitere hinzu, darunter auch Tantras der Nyingma.
Die Dalai Lamas, wichtige Lamas der Gelug, hatten eine bedeutende geistliche Rolle und, seit der Zeit des 5. Dalai Lama bis zur chinesischen Besetzung Tibets, die 1950 begann, zeitweise auch die weltliche Herrschaft über Tibet inne. Das geistliche Oberhaupt des Gelug-Ordens ist der Ganden Thripa. Die drei wichtigsten Klöster des Ordens sind Ganden, Sera und Drepung.

## Nichtsektiererische Bewegung
Im 19. Jahrhundert entstand durch die Meister Jamyang Khyentse Wangpo, Jamgön Kongtrül Lodrö Thaye und Orgyen Choggyur Lingpa die „Rime-Bewegung“, die gruppenübergreifende Lehren aus allen Gegenden Tibets und von Meistern aller Traditionen sammelte. Konkurrenz und Sektierertum unter den verschiedenen buddhistischen Schulen Tibets sollte so überwunden werden.

## Situation seit 1950
In den 1950er Jahren wurden religiöse Würdenträger des Buddhismus in Tibet verfolgt und inhaftiert. Die meisten der 500 000 Mönche kamen entweder in Arbeitslagern oder Gefängnissen um oder wurden zwangsverheiratet. Die Identifikation mit sogenannten lebenden Buddhas (Trülkus) galt zu dieser Zeit als „konterrevolutionär“ und „abergläubisch“. Nach 1959 wurden die traditionellen Strukturen Tibets beseitigt. Zwischen 1959 und 1976 wurden 99 % der Sakralbauten in Tibet zerstört. Praktisch alle Bildungs-, Kultur- und Religionsinstitutionen Tibets wurden im Zuge der „Kulturrevolution“ vernichtet. Trotz verschiedener Verbesserungen ist die Ausübung der Religion in der Volksrepublik China immer noch an bestimmte Bedingungen gebunden und nicht uneingeschränkt möglich.
Die Verbreitung des tibetischen Buddhismus in der Volksrepublik China kann anhand der folgenden Zahlen aus dem Jahr 2000 ermittelt werden. Demnach stellen die Anhänger des tibetischen Buddhismus heute die Mehrheit innerhalb des Lamaismus dar.
| Name des Volkes | Gebiete (Anteil) | Anzahl      |
| --------------- | --- | ----------- |
| Tibeter         | Tibet, Qinghai, Sichuan, Gansu, Yunnan                                                                                         | 5.416.000   |
| Mongolen        | Innere Mongolei, Fuxin, Harqin Linker Flügel, Vorderer Gorlos, Dorbod, Qinghai, Subei, Weichang, Bayingolin, Bortala, Hoboksar | 5.813.000   |
| Han-Chinesen    | tibetische Siedlungsgebiete (Anteil)                                                                                           | ca. 500.000 |
| Qiang           | Sichuan (Anteil) | 306.000     |
| Naxi            | Lijiang in Yunnan (Anteil) | 300.800     |
| Tu              | Qinghai, Gansu | 241.000     |
| Xibe            | Liaoning und Qapqal in Xinjiang (Anteil)                                                                                       | 190.000     |
| Primi           | Yunnan (Anteil) | 33.000      |
| Yugur           | Sunan in Gansu | 13.000      |
| Monba           | Tibet | 8.900       |
| Kirgisen        | Dorbiljin, Fuyu | 1.500       |
| insgesamt ca.   | insgesamt ca. | 16.000.000  |